# Jolanta Vilutytė
Jolanta Vilutytė (Rokiškis, 14 dicembre 1969) è un'ex cestista lituana, fino al 1990 sovietica.

## Carriera
Con la Lituania ha disputato i Campionati mondiali del 1998 e quattro edizioni dei Campionati europei (1995, 1997, 1999, 2001).